# Зар
Зарът (думата идва от арабската izār през турската zar) е малък многостенен предмет, който позволява случаен избор между определен брой равновероятни възможности. Най-често се използва куб, който дава шест възможни резултата. Основното приложение на зара е при някои занимателни или хазартни игри. Може да се играе само с един зар, нерядко с два, а при някои видове игри и с повече (барбут – с три зара, генерал и ямб – с пет).
Традиционният зар представлява куб, често с леко заоблени ръбове, като на всяка от неговите шест страни има отбелязани различен брой точки, символизиращи числата от едно до шест. Сборът от числата на две срещуположни страни трябва да е седем. Освен шестостенните зарове съществуват и четиристенни, осемстенни, десетстенни, дванадесетстенни, двадесетстенни, тридесетстенни и дори стостенни.
Произходът на съвременните зарове е свързан с древната игра с ашици – дребни кости от глезените на копитни животни (овце, кози, крави, диви животни), които имат четири устойчиви положения върху хоризонтална равнина.

## Хазарт
Думата „хазарт“ има арабска етимология. Произлиза от думата al zahr (ал захр), която значи зарове. От нея е произлязла и английската дума hazard (риск, опасност), чиято първа поява е във времената на Кръстоносните походи, когато рицарите тамплиери се завръщали от Обетованата земя, увлечени в играта със зарове.